# Zorba's dance/Il settebello
Zorba's dance / Il settebello è il primo singolo su 7" de I Rokketti pubblicato nel 1965 dalla CDB.

## Tracce
Lato A
1. Zorba's dance

Lato B
1. Il settebello